# Fyziologický roztok

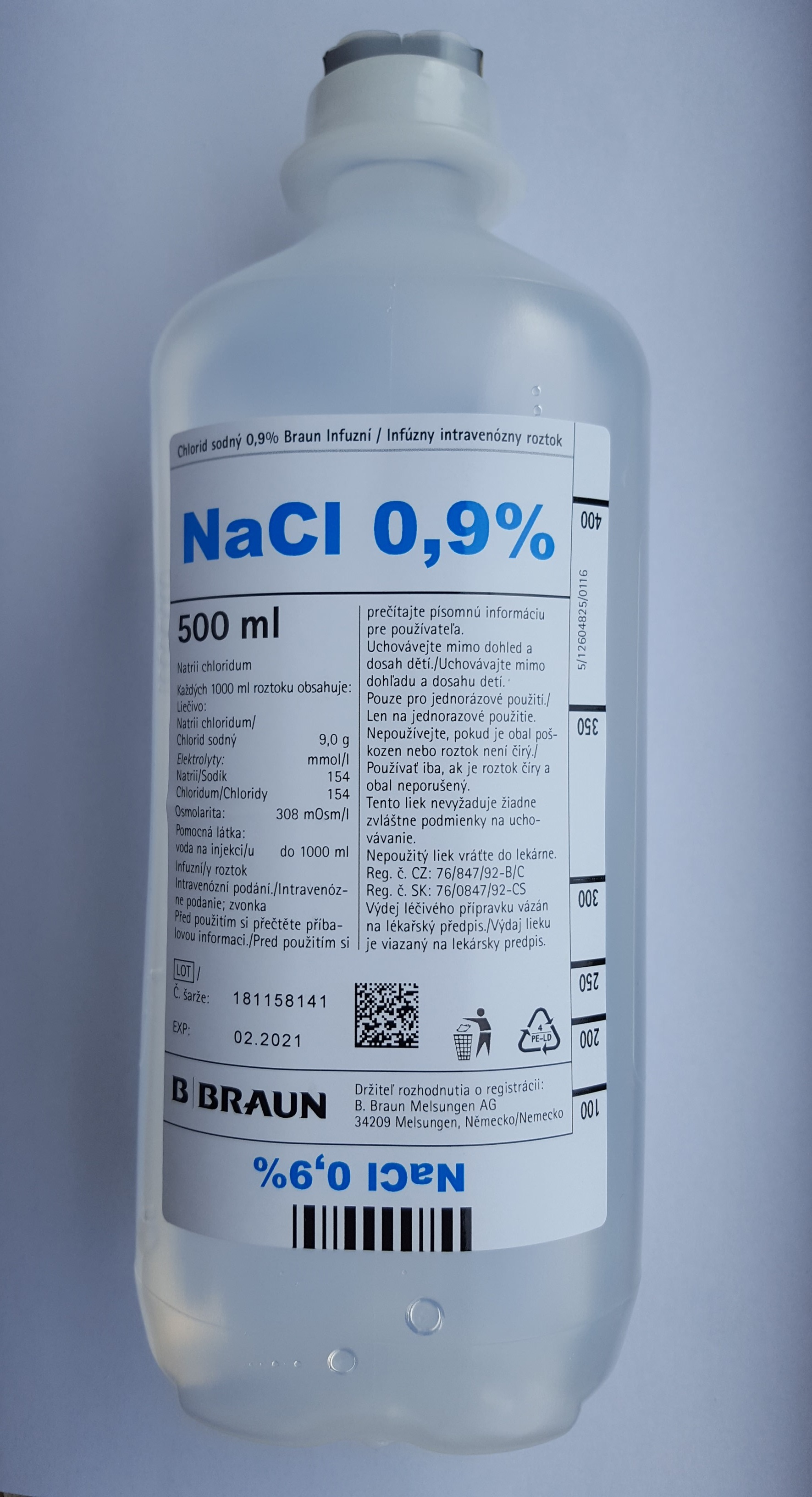
Fyziologický roztok

Fyziologický roztok, také označován jako F1/1 (v lékařském slangu „fýzák“), je 0,9% vodný roztok chloridu sodného, tj. 1 litr obsahuje 9 g NaCl. Jedná se o roztok isotonický, tj. se stejnou osmolaritou (308 mOsmol) s krevní plazmou.
Fyziologický roztok se využívá převážně v medicíně. Nejčastěji se používá jako nosná látka roztoku parenterálně (tedy cestou mimo trávicí trakt, většinou injekčně nebo v infúzi) podávaných léků nebo jako infuze (nitrožilní nebo vzácněji i podkožní) při dehydrataci organismu (ztrátě tekutin – kde však není oproti balancovaným roztokům výhodný, protože je acidifikující a zatěžuje ledviny). Dále může být použit k omývání ran, k oplachování kontaktních čoček, při kalibrování pipet, pro vyplavování zbytků krve při operaci, v buněčné biologii, molekulární biologii apod. Verze fyziologického roztoku obohacená o ionty draslíku a vápníku se nazývá Ringerův roztok.
Vzhledem k tomu, že fyziologický roztok neobsahuje další ionty (zejména draslík a vápník), je acidifikující a neobsahuje žádný pufr, preferují se obvykle při nutnosti doplnit větší objem tekutiny jiné, tzv. balancované roztoky, jako jsou Hartmannův roztok (Ringer-laktát), Ringerfundin, Isolyte nebo Plasmalyte.